# Atoka, Tennessee
Atoka är en ort i Tipton County i Tennessee. Atoka hade 8 387 invånare enligt 2010 års folkräkning.